# Lucian Blaga Nemzeti Színház
Koordináták: é. sz. 46° 46′ 13″, k. h. 23° 35′ 50″46.770361°N 23.597306°E

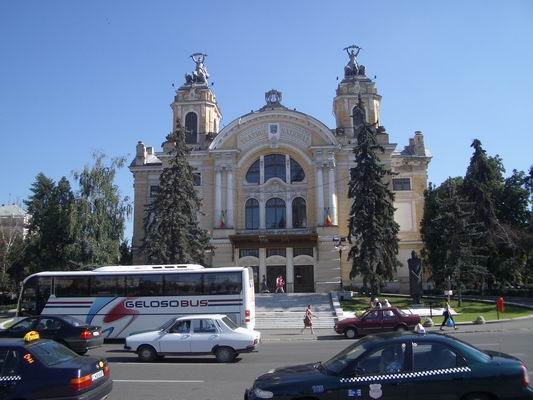
A Román Nemzeti Színház homlokzata

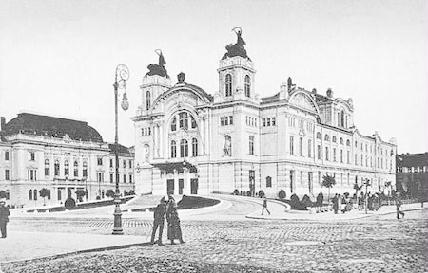
A színház egykori képe

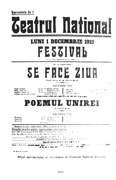
Az első román nyelvű előadás színlapja, 1919. november

A kolozsvári Lucian Blaga Nemzeti Színház a város egyik meghatározó művelődési intézménye. Épülete, eredetileg a Hunyadi téri színház a romániai műemlékek  jegyzékében a CJ-II-m-A-07355 sorszámon szerepel. Az épület a színház mellett a Román Nemzeti Operának is otthona. A színház előtt Ovidiu Maitec Eminescu-szobra (1976) és Romulus Ladea egész alakos Lucian Blaga-szobra (1986) áll.

## Az épület története
Az épület 1904–1906 között épült neobarokk stílusban, néhány szecessziós jellemzővel; a tervező és kivitelező a bécsi Fellner és Helmer cég volt. Az új színház felavatása 1906. szeptember 8-án történt Herczeg Ferenc Bújdosók című darabjával.
A színház első igazgatója dr. Janovics Jenő volt. Az épületben az utolsó magyar előadást 1919. szeptember 30-án tartották, a román színház hivatalos megnyitója december 1-jén volt. A második bécsi döntés után négy évig az épületben ismét a magyar színház kapott helyet. 1944. október 31-én és november 2-án a város „felszabadulását” ünnepelve román és magyar színészek közös műsort adtak, a korabeli plakát tanúsága szerint a bevételt az orosz és román sebesültek javára szánták.

## A társulat története
1919. május 14-én bukaresti művészekkel tartottak először román nyelvű előadást a színházban; szeptembertől önálló román társulatot szerveztek. Az újonnan alakult kolozsvári román színtársulat 2-án tartotta első előadását. A román színház első igazgatója Zaharia Bârsan volt. 1920. május 20-án nyílt a kolozsvári Román Opera Verdi Aidájának az előadásával; ez volt Románia első operaháza.